# Siren Song
Siren Song è un singolo della cantante ucraina Maruv, pubblicato il 13 febbraio 2019.
Il brano è stato scritto dalla stessa interprete in collaborazione con Mychajlo Busin ed è stato riconosciuto con lo YUNA alla miglior hit elettronica.

## Descrizione
A seguito del ritiro di Tayanna, Maruv è stata annunciata come sua sostituta per Vidbir 2019, il processo di selezione ucraino per l'Eurovision Song Contest. Nella serata finale ha vinto il televoto e si è posizionata seconda nel voto della giuria, accumulando abbastanza punti da risultare la vincitrice dell'intero programma e quindi diventando di diritto la rappresentante ucraina all'Eurovision Song Contest 2019 a Tel Aviv.
Tuttavia, dopo la sua vittoria è stato rilevato che si sarebbe esibita in due concerti in Russia nei mesi successivi. Dopo l'intervento militare russo del 2014 in Crimea, le relazioni tra Russia e Ucraina sono deteriorate, il vice Primo Ministro e Ministro della Cultura V"jačeslav Kyrylenko ha affermato che gli artisti che hanno cantato in Russia o «che non riconoscono l'integrità territoriale dell'Ucraina» non dovrebbero rappresentare il paese ad una manifestazione internazionale come l'Eurovision. Il 24 febbraio 2019 il canale televisivo UA:PBC ha offerto all'artista un contratto con una clausola che le avrebbe permesso di partecipare alla manifestazione a patto di annullare tutti i concerti in Russia.
In seguito al rifiuto della cantante di firmare il contratto, l'emittente avrebbe selezionato internamente un altro rappresentante fra gli altri finalisti della selezione nazionale, che si sono a loro volta rifiutati di sostituire Maruv. Successivamente al rifiuto delle Freedom Jazz e dei Kazka, rispettivamente secondi e terzi della selezione, di rappresentare la nazione, è stato comunicato che l'Ucraina non avrebbe più partecipato all'Eurovision Song Contest 2019.

## Tracce
1. Siren Song – 2:51

## Classifiche

### Classifiche settimanali
| Classifica (2019) | Posizione massima |
| ----------------- | ----------------- |
| Lituania          | 70                |
| Russia            | 2                 |
| Ucraina           | 2                 |

### Classifiche di fine anno
| Classifica (2019) | Posizione |
| ----------------- | --------- |
| Russia            | 6         |
| Ucraina           | 44        |
| Classifica (2020) | Posizione |
| Russia            | 119       |
| Ucraina           | 177       |